# Mala Bakhtiar
Mala Bakhtiar, eigenlijke naam Hikmat Mohammed Kareem, (Khanaqin, Irak, 1 juli 1954) is een prominente politicus (voormalige dagelijkse voorzitter van het politbureau) van de Patriottische Unie Koerdistan (PUK). Op 12 april 2013 werd hij door 20 politieke partijen tot voorzitter van het Koerdische comité binnen de Socialist International verkozen. Hij is een Iraakse Koerd, die een prominente rol speelde binnen de Koerdische verzetsstrijd tegen het regime van Saddam Hoessein en wordt heden gezien als een van de symbolische leiders van de PUK. Als een seculiere en Sociaaldemocratische persoon ook populair is bij de Koerdische bevolking van Iran, Turkije en Syrië. 

## Het regime van Saddam Hoessein
Begin jaren 70 heeft het toenmalige regime van Irak, onder leiding van Saddam Hoessein, een arrestatiebevel uitgevaardigd tegen Mala Bakhtiar, omdat hij een van de belangrijkste personen uit de verzetsbeweging van het bewind was. Het werd hem dan ook onmogelijk gemaakt om te studeren. Na de val van het regime heeft hij politicologie en geschiedenis gestudeerd. In 2003 is onder zijn leiding de stad Khanaquin, zijn geboortestad, bevrijd van het regime van Saddam.

## Loopbaan
In 1970 werd Mala Bakhtiar lid van de Koerdische Marxistische en Leninistische beweging Komala en vier jaar later was hij betrokken bij de Septemberrevolutie die in Iraaks Koerdistan plaatsvond (Şoreşa Eylulê), die duurde van 1961 tot 1975 en zich keerde tegen het Iraakse regime. De Algerije-overeenkomst (1975) maakte een eind aan de revolutie. 
Na de Algerije-overeenkomst tussen Irak en Iran ging hij in 1975 terug naar Khanaqin, zijn geboortestad, waar hij bestuurslid werd van de PUK. In 1978 werd hij verantwoordelijk voor de regio Halabja en in 1982 voor de regio Sulaimania voor deze partij.
Begin jaren ’90 nam hij actief deel aan de Koerdische opstand en de bevrijding van de Koerdische steden van het regime van Saddam Hoessein. Hij nam onder andere deel aan het Iraakse oppositiecongres in Wenen. In 1993 werd hij het hoofd van de NGO’s binnen de PUK. In 1995 werd hij parlementslid voor de Koerdische regio in Irak en voorzitter van het Koerdische Olympische comité, waarna hij in 2001 lid werd van het politbureau van de PUK. Tussen 2010-2020 was hij dagelijks voorzitter van het politbureau van de PUK. Momenteel is hij lid van de hoge politieke raad van de partij. 

## Internationaal
Mala Bakhtiar coördineerde tussen 2010-2020 de relaties met sociaal democratische partijen over de hele wereld. Hij gaf regelmatig lezingen over de politieke islam vanuit de kritische hoek alsook over de ontwikkelingen in het Midden-Oosten.

## Publicaties
Mala Bakhtiar schrijft regelmatig voor diverse kranten en is auteur van 7 boeken. Hij doet regelmatig markante uitspraken die het nieuws halen, bijvoorbeeld zijn toespraak op het congres van BDP in Ankara.
- International Standard Name Identifier: 0000 0000 3776 2587
- Library of Congress Control Number: n2004150343
- Système universitaire de documentation: 238313875
- Virtual International Authority File: 21543351
- WorldCat: E39PBJfx7y3FxXRDjRcx7P9kXd